# Cézy
Cézy es una localidad y comuna francesa situada en la región de Borgoña, departamento de Yonne, en el distrito de Auxerre y cantón de Joigny.

## Demografía
| 1 103 | 1 196 | 1 155 | 1 175 | 1 395 | 1 386 | 1 456 | 1 468 | 1 300 | 1 305 | 1 302 | 1 203 | 1 117 | 1 043 | 1 009 | 996 | 923 | 872 | 874 | 841 | 727 | 754 | 784 | 804 | 804 | 797 | 793 | 807 | 933 | 962 | 1 085 | 1 038 | 1 093 |
| Para los censos de 1962 a 1999 la población legal corresponde a la población sin duplicidades (Fuente: INSEE [Consultar]) |       |       |       |       |       |       |       |       |       |       |       |       |       |       |     |     |     |     |     |     |     |     |     |     |     |     |     |     |     |       |       |       |